# Hermya confusa
Hermya confusa är en tvåvingeart som beskrevs av Charles Howard Curran 1941. Hermya confusa ingår i släktet Hermya och familjen parasitflugor. Inga underarter finns listade i Catalogue of Life.